# Cerodontha angustipennis
Cerodontha angustipennis är en tvåvingeart som beskrevs av Harrison 1959. Cerodontha angustipennis ingår i släktet Cerodontha och familjen minerarflugor. Inga underarter finns listade i Catalogue of Life.